# Alma Tour
Alma Tour anteriormente conocida como Nicki Nicole abre su alma es la segunda gira oficial de conciertos de la cantante argentina Nicki Nicole, realizada para promocionar su tercer álbum de estudio Alma (2023). La gira comenzó el 24 de agosto de 2023 en Santiago (Chile) y finalizó el 12 de octubre de 2024 en Monterrey (México).

## Antecedentes
Antes de comenzar con su gira oficial, Nicki Nicole se presentó durante junio y julio del 2023 en varios festivales de música  europeos importantes como el My Fest Cantabria Infinita, el Festival Metrópoli Gijón, el Festival Cruïlla Barcelona, el Festival PortAmérica, el Festival Noches del Botánico y el Lollapalooza París.
En junio de 2023, Nicki Nicole confirmó que se embarcaría en una gira de conciertos que comenzó el 24 de agosto de ese mismo año en Chile y después continuó con una serie de fechas en el Movistar Arena en Argentina. Luego, visitó Uruguay, México, Paraguay, Costa Rica, Bolivia, El Salvador, Guatemala, España y Colombia.
El 18 de abril de 2024, Nicki Nicole anunció que por primera vez visitaría con su gira algunas de ciudades en Estados Unidos durante septiembre y octubre. El 19 de mayo de ese año, confirmó dos fechas en México, con las cuales cerraría su gira.

## Recepción

### Comentarios de la crítica
En una reseña positiva, el diario argentino Perfil escribió que Nicki Nicole «continúa deslumbrando al mundo» y que «su voz poderosa, versátil y auténtica atraviesa diversos géneros, desde el trap y el hip hop hasta las baladas y la cumbia mexicana, cautivando siempre a su audiencia».

### Desempeño comercial
En el inicio de su gira por Estados Unidos, Nicki Nicole logró agotar todas las entradas en su primera fecha en el Irving Plaza de Nueva York, donde contó con la asistencia de 1.200 personas.

## Repertorio
Esta lista de canciones es del show del 22 de septiembre de 2024 en Nueva York. No pretende representar todos los conciertos de la gira.
| Repertorio (2023-2024) |
| --- |
| Repertorio principal: 1. «Nicki Nicole: BZRP Music Sessions, Vol. 13» 2. «Colocao» 3. «Dispara» 4. «Darling» 5. «Intoxicao» 6. «Relax» 7. «8 AM» 8. «¿Qué le pasa conmigo?» 9. «Entre nosotros (remix)» 10. «Plegarias» 11. «Nota» 12. «Llámame» 13. «Grillz» 14. «Alumbre» 15. «No voy a llorar» 16. «Tuyo (cover)» 17. «Ojos verdes» 18. «Otra noche» 19. «Una foto (remix)» 20. «Ella no es tuya» 21. «No toque mi naik» 22. «Marisola (remix)» 23. «Mamichula» 24. «Wapo traketero» 25. «Ya me fui» 26. «Caen la estrellas» |

## Fechas
| América del Sur          |                         |                |                                     |
| 24 de agosto de 2023     | Santiago                | Chile          | Movistar Arena                      |
| 26 de agosto de 2023     | Buenos Aires            | Argentina      | Movistar Arena                      |
| 27 de agosto de 2023     | Buenos Aires            | Argentina      | Movistar Arena                      |
| 7 de septiembre de 2023  | Buenos Aires            | Argentina      | Movistar Arena                      |
| 8 de septiembre de 2023  | Buenos Aires            | Argentina      | Movistar Arena                      |
| 16 de septiembre de 2023 | Tucumán                 | Argentina      | Predio Castillo                     |
| 14 de octubre de 2023    | Montevideo              | Uruguay        | Antel Arena                         |
| 19 de octubre de 2023    | Buenos Aires            | Argentina      | Movistar Arena                      |
| 20 de octubre de 2023    | Buenos Aires            | Argentina      | Movistar Arena                      |
| América del Norte        |                         |                |                                     |
| 2 de noviembre de 2023   | Ciudad de México        | México         | Pepsi Center                        |
| 3 de noviembre de 2023   | Monterrey               | México         | Showcenter Complex                  |
| América del Sur          |                         |                |                                     |
| 13 de diciembre de 2023  | Buenos Aires            | Argentina      | Movistar Arena                      |
| América del Norte        |                         |                |                                     |
| 12 de enero de 2024      | Los Ángeles             | Estados Unidos | Crypto.com Arena                    |
| 14 de enero de 2024      | León                    | México         | Velaria de La Feria                 |
| América del Sur          |                         |                |                                     |
| 27 de enero de 2024      | San Bernardino          | Paraguay       | Anfiteatro José Asunción Flores     |
| 10 de febrero de 2024    | San José                | Costa Rica     | Centro de Eventos Pedregal de Belén |
| 12 de febrero de 2024    | Santa Cruz              | Bolivia        | Pabellón Internacional 1 Brasil     |
| 15 de febrero de 2024    | San Salvador            | El Salvador    | Parque de Pelota Saturnino Bengoa   |
| 16 de febrero de 2024    | Ciudad de Guatemala     | Guatemala      | Fórum Majadas                       |
| 9 de marzo de 2024       | Buenos Aires            | Argentina      | Movistar Arena                      |
| 10 de marzo de 2024      | Buenos Aires            | Argentina      | Movistar Arena                      |
| Europa                   |                         |                |                                     |
| 21 de marzo de 2024      | Madrid                  | España         | WiZink Center                       |
| 22 de marzo de 2024      | Barcelona               | España         | Palau Sant Jordi                    |
| América del Sur          |                         |                |                                     |
| 24 de marzo de 2024      | Bogotá                  | Colombia       | Parque Metropolitano Simón Bolívar  |
| 29 de marzo de 2024      | Paysandú                | Uruguay        | Anfiteatro del Río Uruguay          |
| América del Norte        |                         |                |                                     |
| 18 de mayo de 2024       | Ciudad de México        | México         | Autódromo Hermanos Rodríguez        |
| Europa                   |                         |                |                                     |
| 21 de junio de 2024      | Zaragoza                | España         | Espacio Expo                        |
| 22 de junio de 2024      | Gran Canaria            | España         | PortAventura World                  |
| 23 de junio de 2024      | Torrejón de Ardoz       | España         | Recinto Ferial                      |
| África                   |                         |                |                                     |
| 25 de junio de 2024      | Rabat                   | Marruecos      | OLM Souissi                         |
| Europa                   |                         |                |                                     |
| 6 de julio de 2024       | Sevilla                 | España         | Estadio de La Cartuja               |
| 12 de julio de 2024      | Málaga                  | España         | Málaga Forum                        |
| 19 de julio de 2024      | Asturias                | España         | La Morgal                           |
| 21 de julio de 2024      | Cullera                 | España         | Playa de San Antonio                |
| 26 de julio de 2024      | La Coruña               | España         | Puerto de La Coruña                 |
| 27 de julio de 2024      | Calahonda               | España         | Campo Municipal de Fútbol           |
| 30 de julio de 2024      | Canarias                | España         | Playa de la Barca                   |
| 2 de agosto de 2024      | Chiclana de la Frontera | España         | Poblado de Sancti Petri             |
| 3 de agosto de 2024      | Almería                 | España         | Retamar-El Toyo                     |
| América del Norte        |                         |                |                                     |
| 22 de septiembre de 2024 | Nueva York              | Estados Unidos | Irving Plaza                        |
| 25 de septiembre de 2024 | Houston                 | Estados Unidos | House of Blues                      |
| 26 de septiembre de 2024 | Dallas                  | Estados Unidos | House of Blues                      |
| 28 de septiembre de 2024 | Miami                   | Estados Unidos | The Fillmore                        |
| 1 de octubre de 2024     | Chicago                 | Estados Unidos | Cermak Hall                         |
| 3 de octubre de 2024     | San Diego               | Estados Unidos | House of Blues                      |
| 4 de octubre de 2024     | Los Ángeles             | Estados Unidos | The Belasco                         |
| 8 de octubre de 2024     | Ciudad de México        | México         | Auditorio Nacional                  |
| 12 de octubre de 2024    | Monterrey               | México         | Parque Fundidora                    |